# Fútbol femenino en los Juegos Asiáticos
El Fútbol femenino en los Juegos Asiáticos tuvo su primera participación en la edición de 1990 en Beijing, China; y ha estado en los Juegos Asiáticos desde entonces luego de que formara parte del programa de los Juegos Olímpicos.
Corea del Norte, China y Japón son los países más exitosos del torneo, al haber ganado la medalla de oro en tres ocasiones cada uno.

## Ediciones anteriores
El primer torneo femenino se llevó a cabo en los Juegos Asiáticos de 1990.
| Año           | Sede                         | · Medalla de oro | Final Resultado     | · Medalla de plata | · Medalla de bronce | Resultado    | Cuarto lugar  |
| ------------- | ---------------------------- | ---------------- | ------------------- | ------------------ | ------------------- | ------------ | ------------- |
| 1990 detalles | Pekín, China                 | China            | Sin playoffs        | Japón              | Corea del Norte     | Sin playoffs | China Taipéi  |
| 1994 detalles | Hiroshima, Japón             | China            | 2–0                 | Japón              | China Taipéi        | Sin playoffs | Corea del Sur |
| 1998 detalles | Bangkok, Tailandia           | China            | 1–0 t.s.            | Corea del Norte    | Japón               | 2–1          | China Taipéi  |
| 2002 detalles | Busan, Corea del Sur         | Corea del Norte  | Sin playoffs        | China              | Japón               | Sin playoffs | Corea del Sur |
| 2006 detalles | Doha, Catar                  | Corea del Norte  | 0–0 t.s. (4–2 pen.) | Japón              | China               | 2–0          | Corea del Sur |
| 2010 detalles | Cantón, China                | Japón            | 1–0                 | Corea del Norte    | Corea del Sur       | 2–0          | China         |
| 2014 detalles | Incheon, Corea del Sur       | Corea del Norte  | 3–1                 | Japón              | Corea del Sur       | 3–0          | Vietnam       |
| 2018 detalles | Yakarta–Palembang, Indonesia | Japón            | 1–0                 | China              | Corea del Sur       | 4–0          | China Taipéi  |
| 2022 detalles | Hangzhou, China              | Japón            | 4–1                 | Corea del Norte    | China               | 7–0          | Uzbekistán    |
| 2026 detalles | Aichi–Nagoya, Japón          |                  |                     |                    |                     |              |               |

## Medallero
| Equipo          | Oro                   | Plata                       | Bronce                |
| --------------- | --------------------- | --------------------------- | --------------------- |
| Japón           | 3 (2010, 2018, 2022)  | 4 (1990, 1994*, 2006, 2014) | 2 (1998, 2002)        |
| Corea del Norte | 3 (2002, 2006, 2014)  | 3 (1998, 2010, 2022)        | 1 (1990)              |
| China           | 3 (1990*, 1994, 1998) | 2 (2002, 2018)              | 2 (2006, 2022*)       |
| Corea del Sur   |                       |                             | 3 (2010, 2014*, 2018) |
| China Taipéi    |                       |                             | 1 (1994)              |

* = anfitrión